# Acanthopus excellens
Acanthopus excellens là một loài Hymenoptera trong họ Apidae. Loài này được Schrottky mô tả khoa học năm 1902.

## Hình ảnh

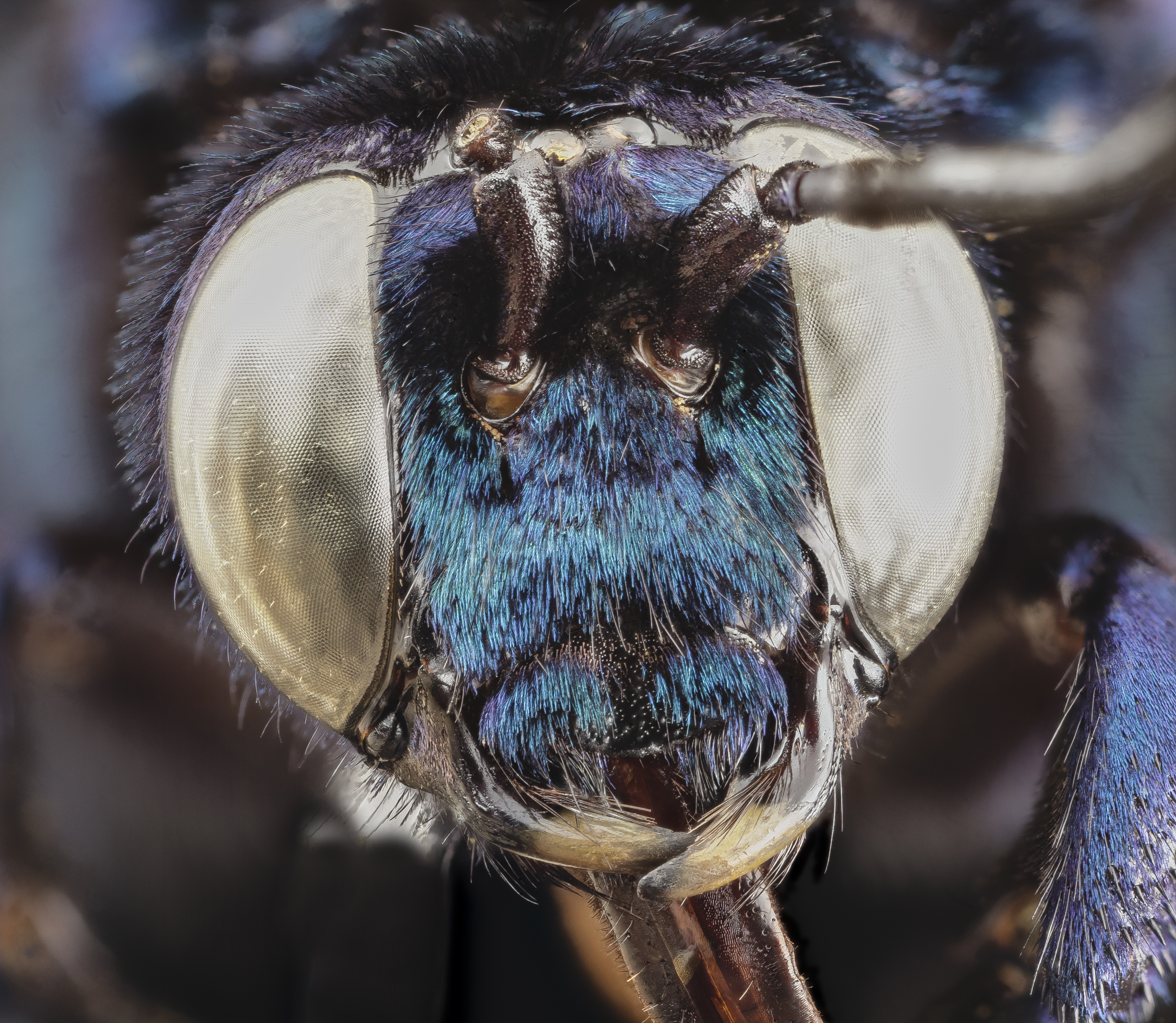
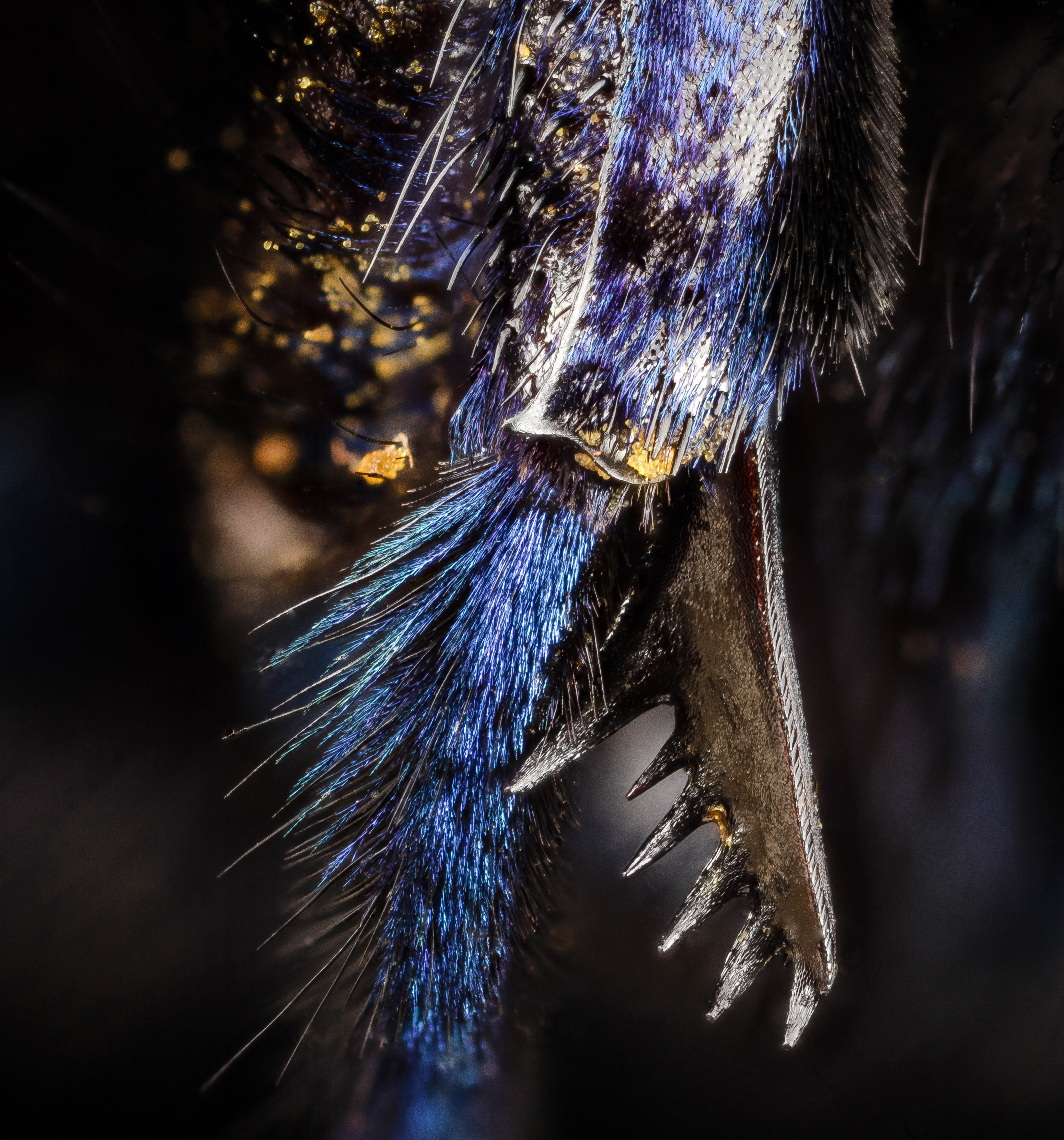